# Xã Smith, Quận Dade, Missouri
Xã Smith (tiếng Anh: Smith Township) là một xã thuộc quận Dade, tiểu bang Missouri, Hoa Kỳ. Năm 2010, dân số của xã này là 196 người.